# Batalla de Chiclana
La batalla de Chiclana —conocida como batalla de Barrosa por los ingleses y los franceses— fue una batalla de la guerra de la Independencia Española que se libró el 5 de marzo de 1811 cerca de Cádiz cuando las tropas francesas intentaban poner fin al Sitio de Cádiz. En términos militares, fue una victoria para las tropas aliadas hispano-anglo-portuguesas, las cuales, numéricamente superiores, derrotaron a dos divisiones francesas. Sin embargo, esta victoria apenas tuvo un efecto estratégico en el conjunto de la contienda, pues no logró su objetivo de poner fin al sitio de Cádiz.
La reducción en el número de las tropas que asediaban la ciudad dio la ocasión a la guarnición anglo-española de levantar el asedio. A tal fin se embarcó una gran fuerza aliada desde Cádiz a Tarifa y de allí hacia el norte para atacar las líneas francesas por la retaguardia, pero los franceses, bajo el mando del mariscal Victor, conocieron las maniobras de los aliados y prepararon una trampa. Una división francesa bloqueó la ruta hacia Cádiz mientras las otras dos divisiones del mariscal Victor cayeron sobre la división británica al mando de sir Thomas Graham. Tras una cruenta batalla en dos frentes, la división británica venció a las fuerzas francesas atacantes. Sin embargo, la falta de apoyo del contingente español evitó una victoria absoluta y los franceses se reagruparon y volvieron a ocupar sus posiciones en el asedio, por lo que los aliados no consiguieron su objetivo e incluso Victor la consideró una victoria francesa, dado que el asedio de Cádiz continuó hasta el 24 de agosto de 1812.

## Escenario
Desde enero de 1810, Cádiz, el mayor puerto aliado de España y sede del gobierno español, había estado bajo el asedio del I Cuerpo de ejército del mariscal Soult, que estaba bajo el mando del mariscal Victor. Aunque inicialmente estaba guarnecida por solo cuatro batallones de voluntarios y reclutas, la decisión del duque de Albuquerque de posponer las órdenes de la Junta Suprema Central de atacar a las fuerzas de Victor, muy superiores en número, permitió reforzar la ciudad con 10 000 hombres. Un refuerzo adicional de 3000 españoles completó las defensas de la ciudad.
La junta, expuesta a la violencia popular, fue obligada a dimitir, y se estableció una regencia de cinco personas para gobernar en su lugar. Este consejo de regencia, reconociendo que España sólo podría salvarse con la ayuda de sus aliados británicos, pidió refuerzos a Wellington, y a mediados de febrero de 1810 cinco batallones anglo-portugueses desembarcaron en Cádiz, elevando el número de tropas defensoras hasta 17 000 hombres, lo que hacía inexpugnable la ciudad. Aunque el asedio tenía inmovilizada a esta cantidad de soldados, Wellington lo aceptó como parte de su estrategia, ya que en el bando francés había una cantidad similar de tropas en la misma situación. En enero de 1811 el mariscal Soult ordenó a Victor enviar casi la tercera parte de sus fuerzas en apoyo del asalto a Badajoz, dejando solo 15 000 hombres sitiando Cádiz. Con esta cantidad de soldados Victor tenía pocas posibilidades de progresar en su ataque contra la ciudad, pero no podía retirarse, ya que en caso de levantar el asedio, la guarnición de Cádiz sería capaz de tomar toda Andalucía.

## Preludio
Los aliados vieron en la reducción de las fuerzas sitiadoras la posibilidad tanto de entablar combate con el mariscal Victor en campo abierto como de liberar Cádiz del asedio. A este fin, se enviaron tropas aliadas por mar desde Cádiz a Tarifa con la intención de marchar hacia el norte para alcanzar a la retaguardia francesa. Desde el momento de la salida de Tarifa, el mando de las tropas, compuestas por unos 8000 soldados españoles y 4000 británicos, fue encargado al general español Manuel Lapeña, tachado habitualmente de incompetente. Estaba planeado que el general José Pascual de Zayas y Chacón dirigiría una fuerza de 4000 españoles en una salida desde Cádiz, a través de un pontón desde la isla de León (actual San Fernando) coincidiendo con la llegada de la fuerza principal de Lapeña.
El contingente anglo-portugués, comandado por el teniente general sir Thomas Graham, zarpó de Cádiz el 21 de febrero de 1811. Debido al mal tiempo, las fuerzas de Graham fueron incapaces de tocar tierra en Tarifa y siguieron hasta Algeciras, donde desembarcaron el 23 de febrero. Tras unirse a un batallón del coronel Browne, marcharon hacia Tarifa el 24 de febrero, donde recibieron el refuerzo de las tropas allí guarnecidas. El día 27 se unieron con las tropas de Lapeña, que habían salido por mar tres días después de Graham, y a pesar de haber sufrido el mismo mal tiempo, sí consiguieron desembarcar en Tarifa. La vanguardia de este ejército se encomendó a José de Lardizábal, el centro al príncipe de Anglona, Thomas Graham quedó encargado de la reserva y el mariscal de campo Santiago Whittingham al mando de la caballería.
Una fuerza de españoles irregulares al mando del general Antonio Begines de los Ríos tenía órdenes de bajar desde las montañas de Ronda para sumarse a la fuerza anglo-hispano-portuguesa el 23 de febrero, y en busca de esta llegó hasta Medina Sidonia. Las escaramuzas con el flanco derecho de Victor obligaron a Begines a retirarse de nuevo hacia las montañas, y el jefe del flanco francés, general Cassagne, pudo advertir de este encuentro al mariscal. Victor ordenó la fortificación de Medina Sidonia y envió tres batallones de infantería y un regimiento de caballería para reforzar a Cassagne.

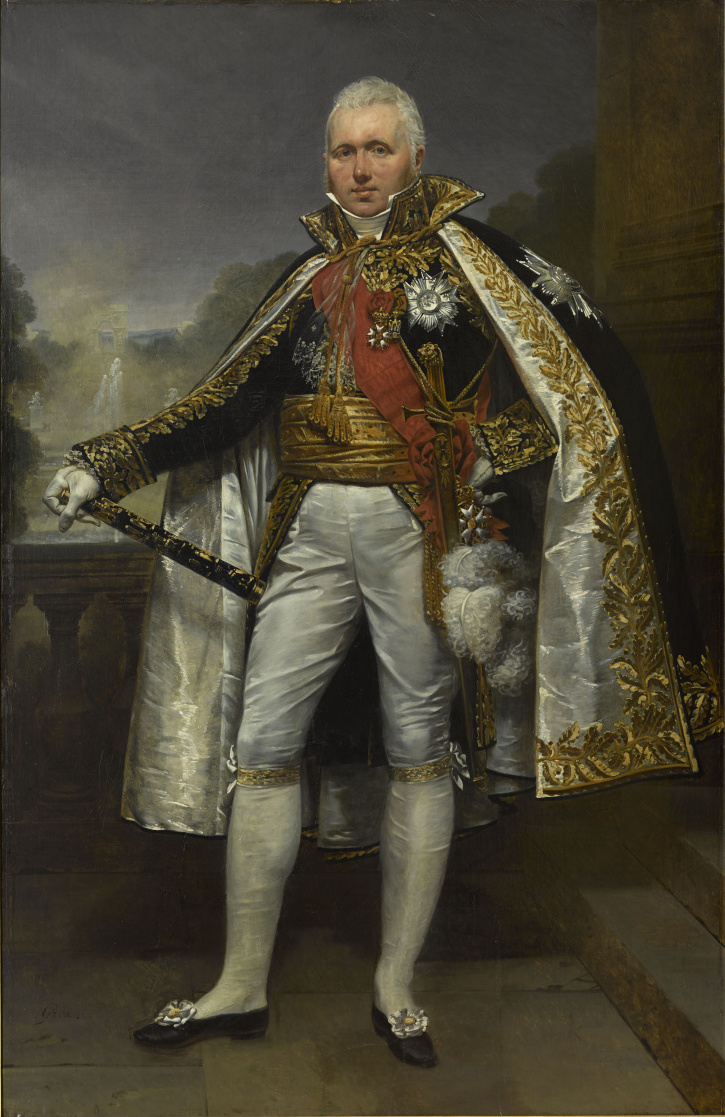
El comandante francés, Claude-Victor Perrin, duque de Belluno.

Las fuerzas conjuntas marcharon el 28 de febrero hacia Medina-Sidonia, al norte, y Lapeña ordenó a Begines que se reuniera con ellos en Casas Viejas. Una vez juntos, los exploradores de Begines informaron que Medina Sidonia estaba ocupada por un ejército francés mucho más numeroso del que habían previsto. Lapeña decidió que, en lugar de enfrentarse a Victor en Medina Sidonia, sería mejor que los aliados marchasen a campo través hasta el camino que unía Tarifa con Cádiz pasando por Vejer y Chiclana.
El cambio de planes, junto con el mal tiempo y la insistencia de Lapeña de marchar de noche, dio como resultado un retraso de dos días sobre el plan previsto. Lapeña envió un mensaje a Zayas advirtiéndole de la demora, pero este no recibió el informe. Así, Zayas salió de Cádiz, tal como estaba planeado, el 3 de marzo de 1811; un batallón destacado cruzó el pontón sobre el caño de Sancti Petri para establecer un atrincheramiento previo a la salida de la totalidad de las fuerzas de Zayas. Sin embargo, a fin de evitar que los cerca de 13 000 soldados que quedaban en Cádiz saliesen a atacar sus líneas, en la noche del 3 al 4 de marzo Victor envió seis compañías de voltigeurs al asalto de estas trincheras, causando 300 bajas españolas y forzando a Zayas a retirar el puente y replegarse.
Mientras tanto, Victor supo por los informes de algunos dragones provenientes de Vejer de la presencia del ejército de Lapeña. Esta información, junto con las acciones de la guarnición gaditana, le llevaron a intuir que las tropas marchaban hacia Cádiz, y le permitió preparar una trampa a los aliados. Ordenó a una división a cargo de Villatte bloquear el camino de Vejer a la altura del cuello de la península, antes del caño de Sancti Petri y la Isla de León. Sus otras dos divisiones, bajo el mando de Ruffin y Leval, se ocultarían en los espesos pinares de Chiclana en posición de atacar el flanco de los aliados cuando, de camino a Cádiz, fueran detenidos por Villate.
Tras otra noche de marcha, los aliados alcanzaron la Loma del Puerco, al sureste de Barrosa el 5 de marzo. Los exploradores informaron de la presencia de las fuerzas de Villatte, y Lapeña ordenó que la vanguardia les atacara. Con la ayuda de una partida de tropas de refresco que había salido de Cádiz y reforzados por una brigada de la división de Anglona, los españoles forzaron la retirada de Villatte más allá del río Almansa. Lapeña rehusó perseguir la retirada de Villatte para evitar que este rodeara el Almansa y le cayera por detrás. Mientras tanto, la división de Graham cubría la Loma del Puerco defendiendo la retaguardia y el flanco derecho de las fuerzas de Lapeña.

## La batalla

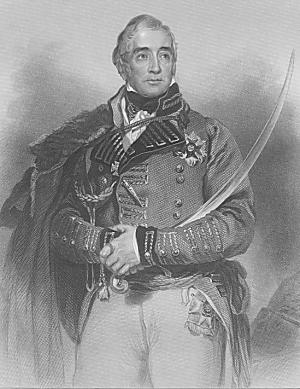
Retrato de Thomas Graham, tomado de la portada de su biografía por Alexander M. Delavoy, publicada en 1880.

Habiendo forzado la retirada de Villatte y dejado expedita la ruta a Cádiz, Lapeña ordenó a Graham que adelantara sus tropas desde la Loma del Puerco a Torre Bermeja, dejando la loma sin defensa. Siguiendo las constantes objeciones de Graham, de que hacer esto supondría dejar expuestos la retaguardia y el flanco, cinco batallones españoles y un batallón de Browne quedaron manteniendo la loma, flanqueados en el camino de la costa por tres escuadrones de caballería españoles y otros dos de la legión alemana real bajo el mando de Whittingham. Las fuerzas de Graham se desplazaron entonces al norte, según las órdenes: en lugar de bajar por el escarpado camino, siguieron una senda a través de los pinares al oeste de la loma. El camino a través de los árboles, aunque más corto y práctico para la artillería, hizo que marcharan a ciegas, sin visibilidad en ninguna dirección.

### Ataque francés
Victor estaba disgustado por el hecho de que Villatte no hubiera podido bloquear el camino a Cádiz durante más tiempo, pero confiaba en que el grueso de sus fuerzas pudiera empujar a los aliados hacia el mar. Vio que la principal fuerza española tomaba posiciones frente a Villatte, y teniendo informaciones de que la loma estaba despejada, pensó que tenía la oportunidad de ocupar las alturas sin oposición. Ordenó a tres escuadrones de dragones que rodearan la loma para tomar el camino de la costa, mientras Ruffin ganaba las alturas y Leval atacaba a Graham en el bosque.
El ataque de Ruffin en la Loma del Puerco bastó para poner en fuga a los cinco batallones españoles que la cubrían, dejando solo al de Browne defendiéndola. La caballería de Whittingham se enfrentó a los dragones franceses que la habían rodeado y decidió retirarse, cubriendo su retirada con un único escuadrón de húsares prestado por Browne. Este ordenó a su batallón que tomara posiciones en las ruinas de una ermita en la cumbre de la Loma del Puerco, pero al ver que seis batallones franceses avanzaban hacia ellos y que se retiraba la caballería de Whittingham, no tuvo más remedio que abandonarla y partir a unirse con Graham en el bosque. Los franceses ocuparon la loma sin oposición, como Victor había pretendido, y Ruffin colocó una batería de artillería en la altura.

### La respuesta de Graham
Mientras tanto, a mitad de camino en su marcha para juntarse con Lapeña, Graham tuvo noticias por unos guerrilleros españoles de que las tropas francesas habían avanzado desde su escondite en el bosque de Chiclana y estaban atacando. Al volver la vista, vio a los españoles retirándose de la loma, la división de Ruffin subiendo la ladera y la de Leval aproximándose desde el este. Entendiendo que las fuerzas aliadas corrían el peligro de verse rodeadas por los franceses, desobedeció las órdenes que tenía y volvió atrás para atacar la Loma del Puerco y defenderla del asalto de Leval. Ordenó a la brigada de Dilkes que atacara a Ruffin en la loma, mientras la brigada de Wheatley iba a vigilar a Leval, que se acercaba desde el este.

### La Loma del Puerco
Calculando el tiempo que costaría desplegar una brigada completa en formación de batalla, Graham supo que tenía que entretener a los franceses. Así, ordenó a Browne, que ya había llegado junto a él, que su batallón de 536 hombres, formado por compañías de diferentes batallones, volviera a rodear y subir la ladera de la Loma del Puerco contra los 4000 franceses con su artillería en la cumbre. Barnard, que mandaba el batallón ligero de la brigada de Wheatley, y Bushe, con dos compañías de infantes portugueses, atacaron por el bosque para detener el avance de Leval.
La división de Leval, ignorante del ataque inminente de Barnard, avanzaba en columna de a dos, sin una vanguardia de voltigeurs. La inesperada aparición de los británicos causó tal confusión que algunos regimientos franceses, imaginando ser atacados por la caballería, formaron cerradamente y fueron barridos por la metralla de los diez cañones montados en el extremo de las líneas británicas. Corrigiendo su formación a la forma usual de ataque francés —la "columna de divisiones"—, bajo el fuego de la artillería de Duncan, avanzaron forzando a Barnard a retroceder. Tras este, Bushe con los portugueses cubrieron su retirada y se enfrentaron a los franceses hasta que la brigada de Wheatley formó en la orilla del bosque. Los 3800 hombres de Leval marchaban ahora contra una línea de 1400 anglo-portugueses (los de Barnard, Bushe y Wheatley).

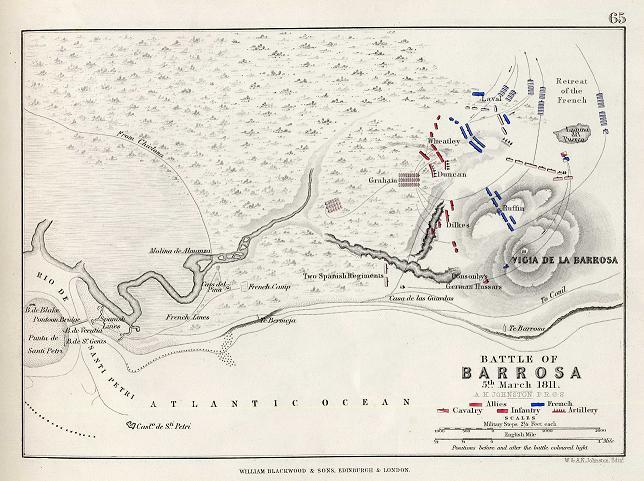
Mapa de la batalla, de la Historia de Europa de Alison (1850).

### El avance de Leval
Mientras tanto, el batallón de Browne se enfrentaba en la loma con la división de Ruffin. El fuego francés diezmó a los británicos con unas pocas andanadas de su artillería e infantería. En lugar de retroceder, los de Browne se dispersaron al abrigo de la ladera y devolvieron el fuego. En este punto, Ruffin no podía descender por la presencia de la brigada de Dilkes, que saliendo del bosque formaba al pie de la loma.
Dilkes, avanzando loma arriba por la derecha de Browne, consiguió llegar cerca de la cima sin pérdidas serias. Ruffin desplegó cuatro batallones que intercambiaron fuego con Dilkes y con Browne. Victor, en la cumbre, trajo en su apoyo dos batallones de granaderos de su reserva. Sometidos los seis batallones franceses al intenso fuego de mosquete, fueron detenidos a solo unos metros de la línea británica. Poco después, deshecha la fuerza francesa por el fuego de los hombres de Browne y de Dilkes, escapaba hacia el valle de más abajo.
Volviendo al combate entre Wheatley y Leval, este tenía la impresión de enfrentarse a una fuerza superior, aunque era él quien tenía la ventaja numérica. Después de haber sido vapuleados por las compañías ligeras de Barnard y Bushe, los franceses necesitaban reorganizarse, pero Wheatley atacó tan pronto como las compañías ligeras despejaron el campo. Ninguno de los batallones franceses logró formar en línea, y la primera columna francesa se deshizo tras la primera andanada inglesa. El 8.º de Línea francés, parte de esa columna, sufrió un 50 % de bajas; el águila imperial, estandarte de esta columna, fue capturada por el alférez Keogh, del 87.º regimiento, quien murió en el intento, y el sargento Patrick Masterson (o Masterman, según otras fuentes) lo cogió, siendo el primero en ser ganado por los británicos en la guerra de Independencia española. La línea británica continuó su avance, rompiendo el único batallón que había conseguido formar (del 54.º de Línea francés). Tras tres descargas, estos se retiraron junto a la división en fuga de Leval.

### Retirada francesa
Las divisiones francesas huyeron hacia la Laguna del Puerco, donde Victor se ocupaba de detener la desorganizada fuga francesa y de desplegar los dos o tres únicos batallones ilesos para cubrir la retirada. Graham también puso orden en sus exhaustas huestes y las llevó, junto con la artillería de Duncan, contra los reorganizados franceses. Sin embargo, un escuadrón de húsares rodeó la loma y condujo a un escuadrón de dragones contra la infantería francesa en formación. El efecto de este golpe desmoralizó a los franceses, que se retiraron apresuradamente.
Durante la batalla, Lapeña se negó empecinadamente a dar apoyo a las tropas de Graham. Supo del avance francés al mismo tiempo que el inglés, pero decidió quedarse defendiendo el istmo de la isla de León con todos los hombres a su cargo. Conociendo la decisión de Graham de enfrentarse a los franceses y convencido de la victoria de estos, se mantuvo en su posición. El general Zayas le requirió repetidamente para dar apoyo a los británicos, pero Lapeña se negó. Al terminar el combate, viendo la victoria británica, rehusó perseguir a los franceses en su retirada, a pesar de las continuas protestas de Zayas.

## Consecuencias
Tácticamente y en términos de bajas sufridas, la batalla fue una victoria para las tropas aliadas. Habían marchado una distancia considerable durante aquel día (y la noche anterior) y estaban luchando contra una fuerza casi doble en número. Las tropas británicas perdieron aproximadamente 1240 soldados, incluyendo portugueses y alemanes bajo mando británico. Las bajas españolas fueron entre 300 y 400. Los franceses perdieron cerca de 2380 hombres. Sin embargo, el error de los aliados, de no perseguir a los franceses derrotados, permitió a Victor reocupar las líneas del asedio a Cádiz, y la batalla no tuvo resultados estratégicos decisivos; de hecho, Victor la consideró una victoria, dado que el asedio continuó como hasta entonces.
En la mañana del 6 de marzo Graham, furioso con Lapeña por su falta de apoyo, recogió a sus heridos y marchó hacia Cádiz. Parece posible afirmar que si las fuerzas aliadas hubieran acosado a las francesas tras la batalla, o al día siguiente, el asedio de Cádiz habría podido ser levantado. Aunque Victor consiguió reagrupar su ejército, el pánico estaba generalizado en sus líneas. Victor había planeado contener cualquier avance aliado solo el tiempo suficiente como para destruir las fortificaciones asediadoras, evitando que cayeran en manos enemigas; pero era tal el desconcierto entre los franceses que, aunque los aliados no avanzaban, destruyeron una de sus baterías de artillería sin haber recibido la señal.
Lapeña insistió en desoír los planes de Graham y Keats para avanzar contra los franceses en Chiclana, e incluso se negó a enviar jinetes exploradores para ver lo que hacía Victor. Después de permanecer en sus atrincheramientos durante la batalla, los españoles volvieron a la isla de León el 7 de marzo de 1811, dejando solo las fuerzas irregulares de Begines tras ellos. Estos aseguraron efímeramente Medina Sidonia y pronto regresaron a las montañas de Ronda. El 8 de marzo, Victor había vuelto a ocupar todas sus posiciones originales, y el asedio a Cádiz seguía como al principio.

Fue una pelea que acabó ‘en tablas’. No obstante, demostró la debilidad de los franceses y la vulnerabilidad del cerco. A partir de esas fechas, la ocupación de toda la Bahía pasaba a ser un deseo que pertenecía al campo de los sueños. A pesar de ello, Chiclana nada se vio favorecida de esta batalla, ya que continuaría en manos de los franceses hasta el 25 de agosto de 1812.
 Chiclana de la Frontera. Geografía, Historia, Urbanismo y Arte (2011), Domingo Bohórquez

La derrota francesa dio un empuje a la moral de los españoles, a pesar de su escasa participación en el combate. Tras la batalla, Lapeña tuvo que rendir cuentas por negarse a perseguir la retirada de las fuerzas francesas ante el Consejo de Regencia, el cual le ordenó que entregara su mando al general Zayas. Las críticas de Graham hacia sus aliados españoles, en un momento de tensas relaciones entre ambos, supusieron el traslado de Graham al ejército principal de Wellington.
En noviembre de 1811, Jorge IV del Reino Unido otorgó la concesión de una medalla a los oficiales británicos que participaron en la batalla. El 13 de febrero de 1815, Fernando VII hizo lo mismo con los españoles.[cita requerida]

## Enlaces
- Mapas de la batalla.
- http://membres.lycos.fr/daw/Scenario_ideas/Barrosa_1811/barrosa_map.jpg (enlace roto disponible en Internet Archive; véase el historial, la primera versión y la última).
- Recreación Histórica de la Batalla de la Barrosa.

- Datos: Q586992
- Multimedia: Battle of Barrosa / Q586992